# Somme II
Pour les articles homonymes, voir Somme.
Le Somme II est un bateau de service baliseur construit en 1950 par les chantiers Auroux à Arcachon (Gironde) pour le compte du service des phares et balises.
Restauré à l'identique en 1983, il a fini sa carrière le 2 novembre 1999 en effectuant sa dernière sortie dans le chenal de la baie de Somme. Il a été remplacé par le bateau de travaux Baie de Somme qui prit sa relève dès le 17 novembre. Il était le dernier baliseur à coque en bois en service et le fleuron du patrimoine historique maritime de Picardie.
À l'initiative de l'Association pour la sauvegarde du baliseur Somme II créée en septembre 1999 et parrainée par la Fondation Nicolas Hulot, il a été acheté en février 2000 par le Conseil général de la Somme puis confié à la restauration.
Son immatriculation est BL 462618, quartier maritime de Boulogne-sur-Mer.
Le Somme II fait l’objet d’un classement au titre objet des monuments historiques depuis le 26 juin 2000.

## Histoire
L'appel d'offres du baliseur Somme II est lancé dès 1948 et c'est le chantier Auroux d'Arcachon qui est choisi pour sa construction. Les plans et le cahier des charges du baliseur furent réalisés par Francis Dallery, ingénieur aux ponts et chaussées maritimes de Saint-Valery. Il devait être construit en métal ; mais la pénurie d'acier d'après-guerre fit qu'il fut réalisé en bois (chêne et mélèze) sur une armature d'acier. Il fut livré à Saint-Valery-sur-Somme en août 1950.
À sa conception, il est doté de 2 moteurs ; le principal est un moteur diesel Baudouin DG3 d'une puissance de 150 ch, le moteur auxiliaire, actionnant le cabestan de levage des bouées, est un moteur à essence Castelnau de 12 ch. Ce moteur auxiliaire fut remplacé par un Couach NC4 à essence de 45 ch en 1954 puis par un Couach DX 6 en 1965 et enfin par un Baudouin 4D106 de 65 ch qui fonctionnait encore lors de son désarmement.
Le Somme II est une construction unique, spécialement réalisée pour la navigation en baie de Somme et au balisage du chenal allant du port de Saint-Valery à la haute mer, au large de la pointe du Hourdel. Ce chenal s'ensable régulièrement et son tracé varie au gré des marées. Un grand nombre de bouées sont nécessaires et leur déplacement régulier s'avère très utile ainsi que leur entretien. Son surnom était le Tonnier de la Baie, du nom des bouées métalliques appelées tonnes. Pendant près de 50 ans, l'équipage du Somme II a déplacé les bouées et entretenu les 14 km du chenal maritime, pour permettre aux navires de commerce d'entrer et sortir de la baie sans s'échouer.

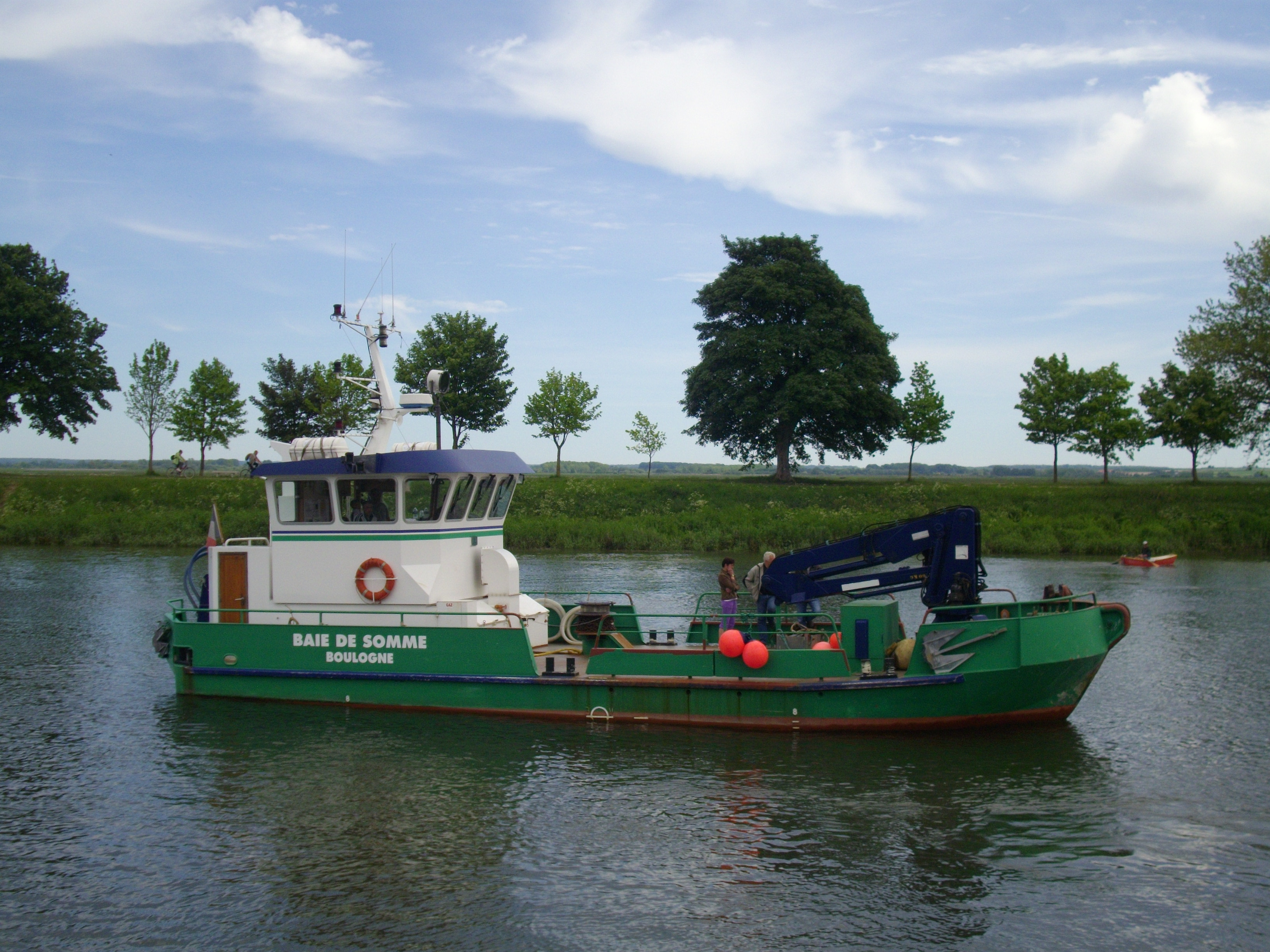
Le nouveau navire de travaux Baie de Somme

Le premier baliseur de l'estuaire de la Somme était un voilier qui ne déplaçait qu'une de ces lourdes bouées à la fois. Celui-ci fut remplacé par le Somme, équipé d'un moteur et d'un treuil à main qui ne pouvait déplacer que trois bouées par marée.
Le Somme II a été retiré du service le 2 novembre 1999, remplacé par le Baie de Somme.

## L'associationSomme II
Devant l'éventualité de la destruction du baliseur, l'Association pour la sauvegarde du baliseur Somme II se crée en septembre 1999. Elle a pour but la gestion de la mise en œuvre de la restauration et de l'exploitation future du baliseur comme un outil de promotion touristique et pédagogique en baie de Somme,  dans l'esprit de conservation du patrimoine maritime.
Son action rapide évitera une mise aux enchères publiques en trouvant un partenaire local. Le Conseil général le rachète le 7 février 2000 pour 10 000 francs et décide d'allouer un budget pour entreprendre sa restauration. L'offre de marché pour les travaux de restauration a été lancée en septembre 2005 et les travaux sont estimés à 36 mois. Le coût final est de près de 1 300 000 €. Le Groupe Banque Populaire, Fondation d'entreprise a alloué une somme de 60 000 € en tant que mécène de l'association Somme II.

### La restauration
- 1re étape : la mise hors de l'eau

Après la dernière cérémonie de passation de pouvoir entre la Somme II et le Baie de Somme du 19 mai 2000 et une réunion entre les différents partenaires en fin d'année, il est procédé par levage à la mise en cale-sèche du baliseur sur une ligne de tins sur le quai Perrée de Saint-Valery. Un projet de restauration partielle du navire est prévu sous forme d'un chantier-musée ouvert au public et qui serait dirigé par un charpentier de marine aidé de bénévoles.

Le bâchage provisoire du baliseur n'est opéré que l'hiver suivant pour sa mise hors d'eau, en attendant la construction d'un hangar de travail.
- 2e étape : le chantier de menuiserie-charpente

Malheureusement, l'adjudication du chantier de menuiserie échappe à l'entreprise locale. C'est l'Agencement et Menuiserie de Bretagne (AMB) à Lorient qui obtient le chantier. Deux ans de travail, dans les règles de l'art, sur l'aire de réparation navale de Keroman (port de pêche de Lorient) seront nécessaires pour l'aboutissement de ce projet pour un montant de 710 000 € attribué par le Conseil général.
- 3e étape : la motorisation

Durant le même temps, il est fait appel aux Ateliers Normand (mécanique et chaudronnerie), pour effectuer la restauration du moteur d'origine, réputé inusable, un Baudouin de 150 ch à 3 cylindres culbutés pesant 5,6 tonnes.

2 500 heures de travail seront réalisées jusqu'à sa pose définitive en novembre 2008.
- 4e étape : le retour à son port d'attache d'origine par la mer

Le retour du Somme II à Saint-Valery-sur-Somme est prévu le 23 mai 2009. Des festivités y sont prévues. « Le Somme II a été mis à l'eau le 23 avril 2009 à Lorient (Morbihan), selon le quotidien Ouest-France. Entièrement restauré par un chantier lorientais depuis deux ans, l'ancien baliseur de la baie de Somme fera route vers la Picardie à la mi-mai. Appartenant désormais au Conseil général de la Somme, le navire devrait ensuite assurer des balades touristiques en baie et sur la Somme »,

### Un nouveau souffle

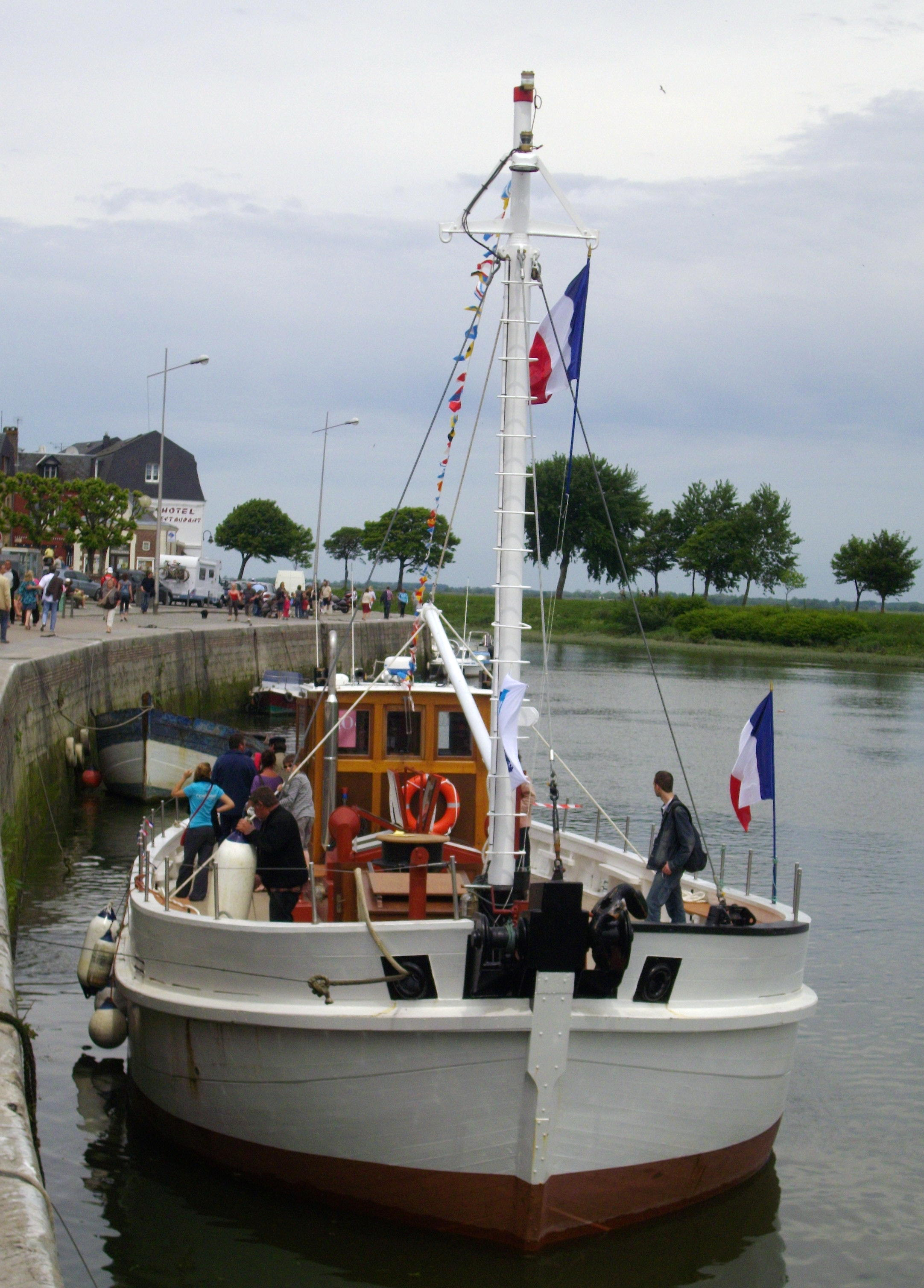
À quai à Saint-Valery-sur-Somme

En vertu de la convention passée entre le Conseil général de la Somme et l'association de sauvegarde le Somme II renavigue en baie de Somme et sur le canal maritime d'Abbeville en partenariat avec l'association Rando-Nature en Somme (mairie de Saint-Valery-sur-Somme) qui en assurera la gestion. Il permet la découverte et la protection du milieu marin par des balades, et abrite, à quai, des expositions.
Découvrir pour comprendre et comprendre pour respecter notre patrimoine maritime et fluvial, tel est le leitmotiv à destination du grand public, des scolaires, scientifiques, artistes et autres passionnés.

## Nouveau port d'attache
La gestion du Somme II a été confiée, début 2012, au Syndicat Mixte Baie de Somme Grand Littoral Picard. Rattaché désormais au Musée Picarvie  de Saint-Valery-sur-Somme, il pourra accoster dans le port du Hourdel grâce à un ponton fourni par le Conseil général de la Somme.

## Actualité

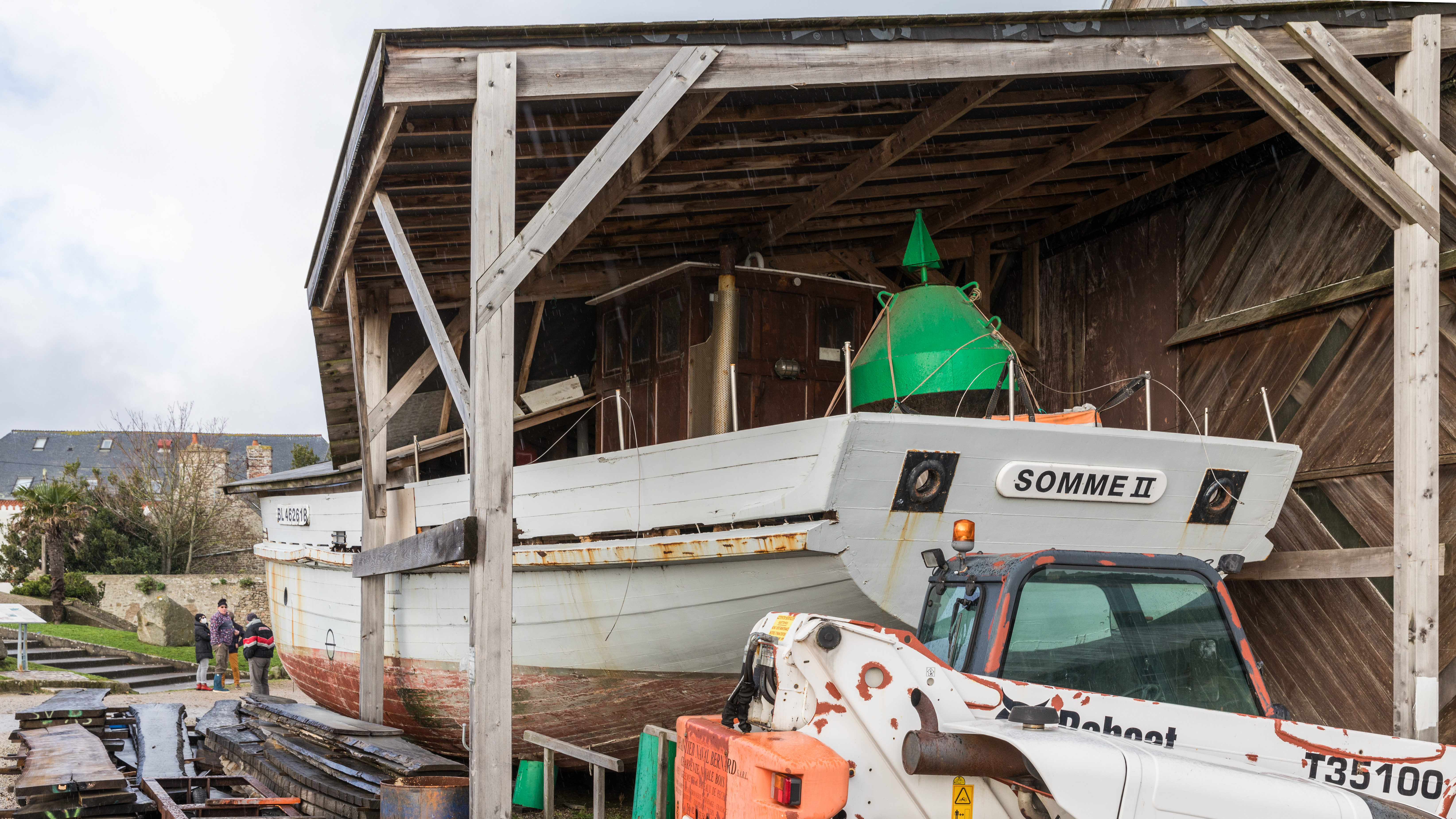
Somme II, Saint-Vaast-la-Hougue, 2021

En 2015, le baliseur a été sélectionné pour représenter la région picarde dans l'émission de France 2 Le monument préféré des français en 2015 .

## Nouvelle restauration
Depuis 2018, placé en cale sèche dans un chantier naval de Saint-Vaast-la-Hougue il attend une seconde restauration 